# Assedio di Milano (1158)
L'assedio di Milano fu un episodio militare avvenuto tra l'agosto e il settembre del 1158 che vide contrapposti l'esercito dell'imperatore Federico I Barbarossa e le milizie del Comune di Milano.

## Antefatti

### Seconda discesa in Italia del Barbarossa
Nel luglio del 1158 l'imperatore Federico I Barbarossa, forte di un grande esercito, effettuò la sua terza discesa in Italia al fine di sottomettere una volta per tutte il potente Comune di Milano. Le fonti primarie differiscono in merito al numero dei soldati. Secondo Sire Raul l'armata era composta da quindicimila cavalieri e da innumerevoli fanti mentre Radevico fornisce l'improbabile cifra di centomila uomini.
In ogni caso, giunto a Verona il sei del mese, l'imperatore proseguì nel bresciano dove incontrò qualche resistenza alla sua avanzata. L'esercito imperiale era però troppo numeroso per poter essere fermato da azioni di guerriglia e si vendicò delle aggressioni devastando la campagna bresciana e costringendo la città a pagare una grossa somma. Consigliato dai suoi giurisperiti, l'imperatore chiese ai milanesi di comparire alla sua presenza ed essi obbedirono ma non riuscirono a convincerlo a desistere dai suoi propositi né con le parole né con l'oro. L'esercito proseguì sino al ponte di Cassano, difeso da un contingente di mille cavalieri milanesi e da milizie contadine armate che gli impedirono di guadare l'Adda. Federico non volle tentare di forzare il blocco e preferì cercare di guadare il fiume più a valle, presso Corneliano, in un luogo scovato da Vladislao II, re di Boemia. L'attraversamento si rivelò più difficoltoso del previsto a causa della rapidità e della profondità delle acque del fiume che inghiottirono circa duecento soldati. Una volta penetrata nella campagna milanese, l'avanguardia dell'esercito imperiale si diresse verso Gorgonzola dove s'imbatté in una squadra di cavalieri milanesi che si stavano dirigendo verso Cassano. Colti alla sprovvista, furono in parte catturati e in parte costretti a fuggire. Nel frattempo, i milanesi che difendevano Cassano, per non rischiare di essere attaccati alle spalle, ripiegarono verso la loro città permettendo al grosso dei tedeschi di oltrepassare il fiume. Il ponte cedette sotto il peso del grande esercito e molti affogarono nel fiume.

### Assedio al castello di Trezzo e rifondazione di Lodi
Dopo aver passato l'Adda, parte delle truppe imperiali si diresse verso Trezzo dove pose l'assedio al castello che si rese a patti dopo alcuni giorni; in questo modo si assicurò il controllo di un secondo ponte sull'Adda. Il resto dell'esercito si portò nel lodigiano dove si accampò presso le rive del Lambro tra Salerano e Castiraga. Fu qui che l'imperatore ricevette una delegazione lodigiana implorante e vestita a lutto che dopo aver ricordato la distruzione di Lodi e le angherie subite dai milanesi, chiese ed ottenne dall'imperatore la possibilità di riedificarla sul Colle Eghezzone. Una volta firmato il diploma imperiale, l'imperatore accompagnò personalmente i consoli lodigiani sino al luogo concordato e ne stabilì i confini.
Pochi giorni dopo Federico mosse verso Milano e si accampò a Melegnano dove venne raggiunto dalle milizie pavesi, lodigiane e cremonesi. Mentre l'esercito si trovava nei pressi della cittadina, il 5 agosto un gruppo di mille cavalieri tedeschi decise di propria iniziativa di effettuare una scorreria fino alle porte di Milano. Giunti presso i prati detti della Congreda, presso la Cascina Tomado, vennero intercettati da un gruppo di cavalieri milanesi che dopo un aspro scontro riuscirono a sconfiggerli. Nella mischia caddero, tra gli altri, il conte tedesco Erchemperto e Giovanni Traversari, duca di Traversara.

## Assedio

### L'esercito imperiale raggiunge Milano
Il 6 agosto l'imperatore marciò con l'esercito verso Milano. L'avanguardia era costituita dai cavalieri e dai guastatori, seguiva la fanteria divisa in sette squadre, ciascuna seguita dai propri carriaggi, venivano quindi i genieri con le macchine d'assedio ed infine un folto stuolo di persone interessate a vendere beni di ogni tipo ai soldati, com'era consuetudine in tutti i grandi eserciti. Federico, dopo il rovescio subito nella scorreria del giorno precedente, ordinò categoricamente ai soldati di non effettuare alcun attacco per quel giorno. Comandò alle truppe di Enrico il Leone, duca di Sassonia e di Baviera, di Ottone V, conte palatino di Baviera e di Friedrich von Berg, arcivescovo di Colonia, di assediare la città a sud nel tratto compreso tra la chiesa di San Celso e l'arco di Porta Romana, ai boemi di re Vladislao II, alle truppe di Corrado, conte palatino del Reno, a quelle del duca Federico IV di Svevia e ai pavesi di accamparsi a nord-est attorno alla basilica di San Dionigi, agli austriaci e agli ungheresi di Enrico II di Babenberg, duca d'Austria nonché ai lodigiani e ai cremonesi di accamparsi davanti a Porta Tosa mentre egli con il grosso dell'esercito si acquartierò ad est presso il brolo di Sant'Ambrogio, tra Porta Romana e Porta Tosa, e scelse come quartiere generale la commenda templare di Santa Maria (allora chiamata d'Ognissanti), alloggiando al piano superiore (in solario). Tutti gli accampamenti furono circondati da una palizzata e da trincee per proteggerli da eventuali sortite. L'esercito imperiale benché numeroso cingeva quindi poco più di un terzo del circuito dei bastioni. Le forze milanesi, che secondo Riccobaldo da Ferrara ammontavano a cinquantamila fanti e settemila cavalieri, usciti dalle mura romane, si posero a difesa dei bastioni fabbricati in fretta l'anno precedente e che circondavano la città per una lunghezza di circa sei chilometri. Erano costituiti da un largo fossato allagato (il refossum) fortificato con un terrapieno sormontato da una palizzata dietro al quale, in corrispondenza delle porte, sorgevano castelli in legno (che verosimilmente inglobavano la porta stessa) e nel resto del circuito poche basse torri poiché, secondo i cronisti tedeschi, Milano contava per la sua difesa più sul valore dei suoi numerosi abitanti che su forti mura. Il passaggio sopra il fossato era garantito da ponti che lo attraversavano in corrispondenza delle porte.

### Cattura dell'Arco Romano
Già poche dopo l'arrivo dell'esercito imperiale i milanesi effettuarono alcune piccole sortite nelle quali la fanteria leggera, scagliando dardi e pietre contro i nemici cercò di disturbare la realizzazione degli accampamenti fortificati. La sera stessa i milanesi effettuarono la prima grande sortita. Dal momento che l'accampamento di Vladislao di Boemia, Federico di Svevia e di Corrado del Palatinato Renano era più discosto dal centro dell'esercito nemico rispetto a quello dell'arcivescovo di Colonia, uscirono dalla Pusterla Nuova e si portarono silenziosamente nei pressi del campo, poi lo assaltarono. Secondo il cronista tedesco Radevico, i milanesi colsero di sorpresa le truppe imperiali, parte delle quali stava già dormendo, impegnandole in una lunga e furiosa mischia in mezzo alle vigne nei pressi della basilica. Furono sul punto di impossessarsi dell'accampamento quando l'intervento della cavalleria boema di Vladislao II riuscì faticosamente a respingerli, costringendoli a rientrare all'interno delle mura per evitare l'accerchiamento. Secondo Sire Raul fu invece l'intervento dell'imperatore in persona a ribaltare la situazione. Nello scontro cadde il nobile Girardo Visconti.
Nei primi giorni dopo l'inizio dell'assedio, Federico ordinò ai suoi soldati di impossessarsi dell'Arco Romano. Si trattava di arco trionfale che sorgeva fuori dai bastioni, non lontano dalla Porta Romana, che nel corso dei secoli era stato trasformato in una grande torre, di cui la struttura di epoca romana costituiva la base. Secondo Radevico ciascun piano poteva ospitare fino a quaranta letti e disponeva di molte feritoie. La sua posizione lo rendeva una spina nel fianco per gli assedianti poiché da quel luogo i milanesi potevano controllare il nemico segnalando le sue mosse agli assediati, disturbare qualunque contingente si avvicinasse alla Porta Romana e minacciare il quartier generale dell'esercito imperiale. La guarnigione della torre riuscì a resistere per otto giorni ma alla fine fu costretta ad arrendersi dopo che i tedeschi riuscirono a scavare cunicoli con pale e picconi minando le fondamenta della struttura. I difensori vennero fatti scendere con delle scale a pioli e lasciati rientrare in città. I milanesi probabilmente non riuscirono a soccorrere la torre in quanto i tedeschi li tennero impegnati attaccando contemporaneamente i bastioni presso Porta Romana e Porta Tosa. Catturato l'Arco Romano, il Barbarossa la fece presidiare da una guarnigione tedesca e sul tetto fece installare un mangano con la quale iniziò a tirare contro il castello di legno di Porta Romana, rendendo alquanto difficoltosa la sua difesa. I milanesi risposero assemblando due onagri che tirarono contro il mangano nemico riuscendo infine a neutralizzarlo spezzandone l'asta e a costringere i tedeschi ad abbandonare la difesa della torre.

### Sortita da Porta Tosa e assalto imperiale a Porta Nuova
Un giorno fanti e cavalieri milanesi tentarono una seconda grande sortita fuoriuscendo da Porta Tosa. Questa volta non riuscirono a sorprendere il nemico e trovarono ad aspettarli sia i contingenti tedeschi e ungheresi di Enrico II di Babenberg che lodigiani e cremonesi. La mischia fu sanguinosa e i milanesi furono infine costretti a ripiegare disordinatamente verso i bastioni. Gli assedianti li inseguirono e i difensori, incalzati dai nemici e in preda al disordine, si trovarono imbottigliati sul ponte davanti alla porta, tanto che alcuni di loro scivolarono dentro il fossato, parte dei quali annegarono mentre gli altri furono salvati grazie a corde calate dai terrapieni. Alcuni tedeschi riuscirono perfino a penetrare nelle difese frammisti ai fuggitivi ma non a catturare Porta Tosa. Durante gli scontri cadde Tazzone (anche Stazio o Tazio) da Mandello, personaggio molto stimato in città, tanto che il suo cadavere fu riscattato mediante il pagamento di un'ingente somma di denaro e il rilascio di alcuni prigionieri e sepolto con esequie definite "regali" dai cronisti contemporanei. Secondo il Morena però egli cadde nella precedente sortita presso San Dionigi. L'esito infelice delle prime due sortite fu presto vendicato da una terza effettuata da Porta Romana e da altre di minor entità nelle quali i milanesi riuscirono a infliggere pesanti perdite ai lodigiani e ai tedeschi e a catturare un gran numero di ronzini tanto che nei giorni successivi si vendettero a prezzi molto bassi. Nessuna sortita fu però mai effettuata fuoriuscendo dalla Pusterla del Bottonuto, poiché era quella personalmente assediata dell'imperatore.
Secondo Sire Raul, ad un certo punto dell'assedio, Ottone V insieme ai fratelli Federico e all'omonimo Ottone, si accorse che Porta Nuova era più sguarnita delle altre. Ordinò pertanto ai suoi cavalieri di prepararsi alla battaglia e a ciascun fante e guastatore di dotarsi di fascine di legno al fine di incendiare il ponte ed eventualmente la porta. Al suo segnale, i bavaresi si riversarono contro le fortificazioni e riuscirono ad appiccare il fuoco in più punti presso il ponte, la porta e le fortificazioni in legno. L'incendio creò scompiglio tra le file dei difensori che dovettero far fronte da una parte all'assalto nemico e dall'altra all'incendio che rischiava di propagarsi in città. Parte di coloro che tentarono sortite fuori da Porta Nuova perirono non solo nella mischia ma anche annegando nel fossato o soffocando per il fumo. Dopo il disordine iniziale i milanesi, grazie a rinforzi giunti da altre parti della città, riuscirono comunque ad estinguere l'incendio e a respingere il nemico.

### Resa della città
Dal momento che l'assedio si stava prolungando senza che l'esercito imperiale avesse ottenuto risultati significativi, il Barbarossa, circondato da una guardia personale di cavalieri, si aggirò attorno alle mura della città per cercare di individuare aree sguarnite e dunque vulnerabili. Risolse pertanto di inviare una parte dei soldati ad assediare le porte e le pusterle settentrionali della città (Porta Comasina, Porta Giovia, Pusterla di Algisio o del Guercio, Pusterla di San Marco e Pusterla delle Azze), che erano molto meno difese di quelle orientali e meridionali e che permettevano l'ingresso di rinforzi e vettovaglie. Questa manovra portò i tedeschi a circondare circa due terzi del perimetro dei bastioni. Dopo aver stretto l'assedio, il Barbarossa inviò contingenti composti perlopiù dagli alleati italiani a saccheggiare le campagne del Seprio e della Martesana che rifornivano la città, puntando a prenderla per fame.
La mossa ebbe successo perché nei giorni successivi molti contadini delle campagne milanesi si rifugiarono in città, contribuendo a ridurre le scorte di cibo e ad evocare lo spettro della fame. A peggiorare la situazione, iniziò a diffondersi un morbo non meglio specificato tra gli assediati. Allora Guido, conte di Biandrate, generale della milizia milanese nonché abile oratore, convocò il popolo in assemblea e dopo aver esaltato il coraggio dei milanesi chiese loro di non sfidare la fortuna e di sottomettersi infine all'imperatore con il quale, grazie al suo opportunismo, era riuscito a conservare ottimi rapporti. I consoli allora si abboccarono con Enrico II e Vladislao II e il 7 settembre si raggiunse una pace.

## Conseguenze

### Il trattato di pace
I capitoli della pace stabilirono che i milanesi avrebbero dovuto permettere la ricostruzione di Como e di Lodi, che le due città non sarebbero più state soggette a Milano, che i milanesi si sarebbero dovuti astenere dall'attaccarle e avrebbero dovuto rinunciare ad esigere il fodro, il viatico ed altre imposte da quei territori. L'arcidiocesi di Milano avrebbe però conservato i diritti ecclesiastici che deteneva nei confronti delle due città. Milano avrebbe dovuto rinunciare per sempre a regalie quali la zecca, il teloneo, lo scalatico nonché al controllo dei porti, che sarebbero tutti passate nelle mani dell'imperatore. I cittadini milanesi dai quattordici ai settant'anni avrebbero dovuto giurare fedeltà all'imperatore, cosa che non avevano più fatto dai tempi di Enrico III il Nero, più di un secolo prima. L'elezione dei nuovi consoli sarebbe rimasta prerogativa delle istituzioni cittadine ma gli eletti avrebbero dovuto essere approvati dall'imperatore. Avrebbero dovuto pagare un'indennità di guerra pari a novemila marche d'argento. Avrebbero dovuto edificare un palazzo imperiale all'interno delle mura della città, il che di fatto eliminava il privilegio grazie al quale Milano poteva impedire l'ingresso di re ed imperatori. Durante la permanenza dei legati imperiali in tale palazzo, essi avrebbero avuto l'autorità di amministrare la giustizia. Per garantire il rispetto di questi capitoli avrebbero dovuto infine consegnare al re di Boemia trecento ostaggi appartenenti alla classe dei capitani, dei valvassori e del volgo. Tali ostaggi, una volta raggiunta la pace tra Milano e le città avversarie, sarebbero stati consegnati all'imperatore e da lui alle città di provenienza, dopodiché sarebbe stato sollevato il bando che pendeva su Milano.

### La consegna della città e la partenza dell'esercito imperiale
L'8 settembre i consoli e i nobili milanesi uscirono scalzi dalla città con le spade appese sguainate appese al collo, preceduti dall'arcivescovo e al clero che tenevano alte grandi croci. Giunti nell'accampamento, consegnarono simbolicamente la città nelle mani dell'imperatore, che li accolse benevolmente, sollevò il bando da Milano e rilasciò un migliaio di prigionieri. Rientrati in città, i consoli fecero innalzare lo stendardo imperiale sul campanile della cattedrale di Santa Maria Maggiore, che in quell'epoca secondo Sire Raul era il più alto della Lombardia e forse del mondo. Il giorno dopo il Barbarossa mosse l'esercito a Bolgiano dove si trattenne per otto giorni, quindi puntò su Monza dove soggiornò per altrettanti giorni. Durante la permanenza in questa città le concesse di rendersi indipendente da Milano e comandò che si riparasse a sue spese il palazzo imperiale inoltre stabilì un trattato ed offri grandi somme di denaro agli abitanti del Seprio e della Martesana, convincendoli ad abbandonare l'alleanza con Milano e sottomettersi ad un unico conte di nomina imperiale, che compare con il nome di Goizone, Gozione o Gozuino.

### La Seconda Dieta di Roncaglia
L'11 novembre nei prati dell'omonimo villaggio, si tenne la Seconda Dieta di Roncaglia, nella quale l'imperatore, dopo aver richiesto la consulenza di quattro dottori di legge dell'Università di Bologna, confermò privilegi e regalie a quelle città che erano in grado di dimostrarne la legittimità e li tolse a tutte le altre, assicurandosi in questo modo entrate aggiuntive per più di trentamila marche d'argento all'anno. Fu in questa occasione che i milanesi rassegnarono ufficialmente regalie e privilegi nelle mani del Barbarossa. Venne inoltre chiesto loro di liberare centonovanta prigionieri pavesi. L'imperatore emanò due editti: con il primo promulgò alcune leggi feudali, con il secondo impose a tutte le città di mantenere la pace pena il pagamento di multe. Impose inoltre di far sventolare lo stendardo imperiale dalle torri civiche o dal campanile più alto di ciascuna delle città presenti e si arrogò il diritto di nominare i magistrati cittadini (compresi i podestà) con il consenso del popolo, il che pose le basi per i successivi conflitti con Milano dal momento che tale capitolo non era contenuto nel trattato di pace firmato pochi mesi prima. Il Barbarossa passò infine a dirimere le controversie esistenti fra le città lombarde, sentenziando sempre a favore delle città alleate a danno dei milanesi e dei piacentini che furono costretti a riempire il fossato che circondava la città e a cui fu impedito di mantenere torri di altezza superiore alle venti braccia.